# 秋保笃
秋保笃（日语： Akiho Atsushi，？—），日本男子击剑运动员。他在伊朗德黑兰进行的1974年亚洲运动会中获得男子佩剑个人金牌以及男子佩剑团体银牌。